# ニューヨーク・ゲーム賞
ニューヨーク・ゲーム賞（ニューヨークゲームしょう、New York Game Awards）は、非営利団体のニューヨーク・ビデオゲーム評論家協会（NYVGCC）が毎年開催している、コンピュータゲームを表彰する賞。

## 歴史

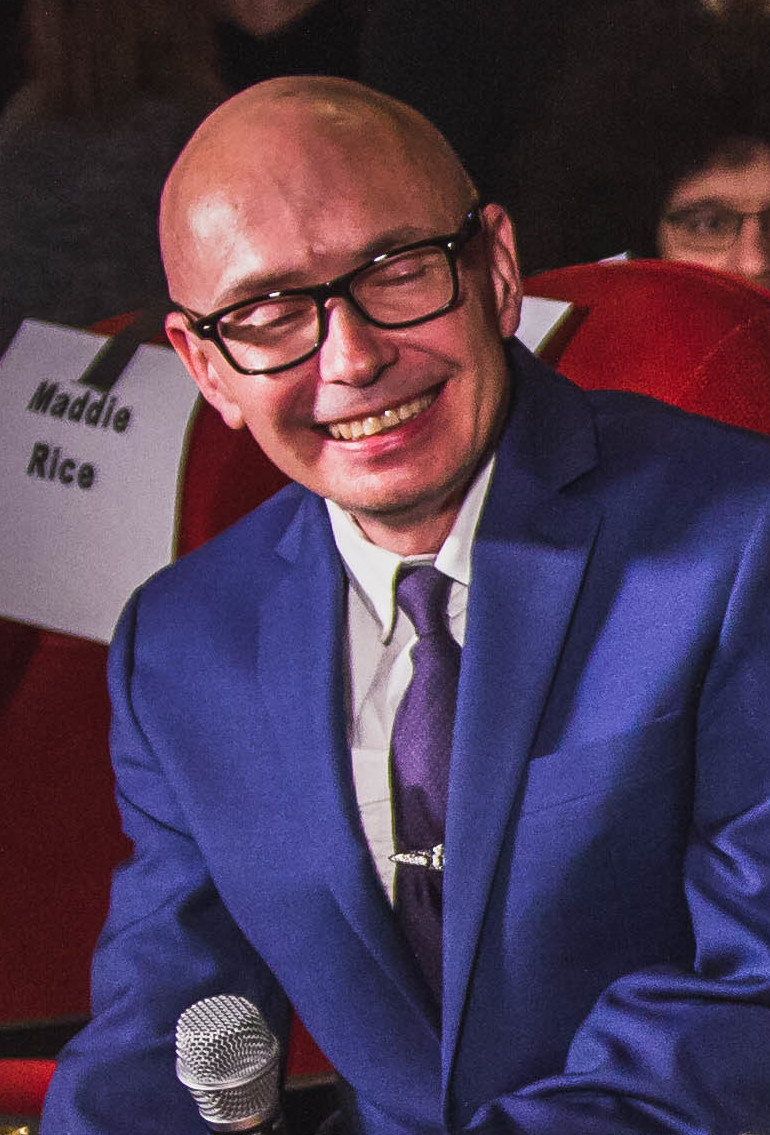
ニューヨーク・ビデオゲーム評論家協会創設者のハロルド・ゴールドバーグ（2019年）

ニューヨーク・ビデオゲーム評論家協会（NYVGCC）は、作家のハロルド・ゴールドバーグと、エヴァン・ナルシス、トレーシー・ジョン、ラス・フルシュティック、アンドリュー・ユンによって2011年に設立された。